# ローケ (モニター)
ローケ (Loke) はスウェーデン海軍のモニター。スウェーデンでの艦種は装甲艇 (Pansarbåt)、後に二等装甲艇。艦名のローケは、北欧神話の神である。
モータラ造船所で建造。1867年3月起工。1869年9月4日進水。1871年10月22日に就役ないし引き渡し。または1871年11月竣工。
先に建造された「ジョン・エリクソン」、「トルデン」、「ティルフィン」より少し大型で、基準排水量1594.7トン、全長62.45m、最大幅13.81m、吃水3.64m。または満載排水量1594トン、全長64.4m、最大幅13.47m。
主砲はフィンスポング19口径24cmM/69型後装施条砲2門で、1882年（1890年）にフィンスポング21口径24cmM/76型後装施条砲に換装された。また、1877年から1882年にかけてパルムクランツ12mmM/75型10銃身機銃1挺とパルムクランツ25mmM/77型4銃身機銃（ノルデンフェルト製）1挺が搭載され、1887年にはM/77型機銃2挺となった。
水平2気筒機械と円缶4基を搭載し、出力は430指示馬力。公試では7.8ノットを発揮した。
装甲厚は前の3隻から砲塔前面が445mm（447mm）、側面が371.125mm（381mm）に変わっている。他に、司令塔が237mmになったとも。
「ローケ」はほとんど就役状態になることはなく、巡航は6度行ったのみであった。最後の巡航を行った1880年以降は係船状態となり、改装のための資金要求が2度拒否されると、1908年8月21日に退役となった。その後売却され、第一次世界大戦前に解体されたものと思われる。